# Warnik (obwód Chaskowo)
Warnik (bułg. Варник) – wieś w południowej Bułgarii, w obwodzie Chaskowo w gminie Swilengrad. Według danych szacunkowych Ujednoliconego Systemu Ewidencji Ludności oraz Usług Administracyjnych dla Ludności, 15 grudnia 2018 roku miejscowość liczyła 8 mieszkańców.